# Ptychocheilus
Ptychocheilus és un gènere de peixos de la família dels ciprínids i de l'ordre dels cipriniformes.

## Taxonomia
- Ptychocheilus grandis (Ayres, 1854)
- Ptychocheilus lucius (Girard, 1856)
- Ptychocheilus oregonensis (Richardson, 1836)
- Ptychocheilus umpquae (Snyder, 1908)[2][3]